# Камилла Пизана
Камилла Пизана (итал. Camilla Pisana) — итальянская куртизанка первой четверти XVI века, возможно, певица и поэтесса, является одной из немногих представительниц своей профессии, оставивших эпистолярное наследие.

## Биография
Находилась на содержании видного флорентийского государственного деятеля Филиппо Строцци, из писем к которому о ней известно больше всего. Строцци постоянно чернил и оскорблял её. Как пишет исследователь, во Флоренции перед Порта Сан Галло в кватале Пио у Строцци была небольшая вилла (villino) «для личного использования и для своих друзей, среди которых был Лоренцо, герцог Урбинский (…) Ее обитательницами были в свое время некоторые из самых знаменитых куртизанок своего времени — Камилла Пизана, Алессандра Фиорентина, некая Беатриче и Бригада. Камилла — любовница Филиппо, также умела писать стихи в стиле Бембо и Кассола, которые, по всей видимости, клали на музыку Вердело и Феста». Из её писем явствует, что сама она играла на музыкальных инструментах и пела.
Строцци поселил её на своей вилле в 1516 году, когда ей ещё не исполнилось двадцать, вместе с тремя другими куртизанками. Причем Камилла исполняла в компании роль дуайенны — следила за снабжение дома провизией, организацией праздников, выполнением любых желаний хозяина.
О том, что происходило в жизни Камиллы Пизана до и после этого романа, практически ничего не известно. Она упоминается только в четырёх современных источниках: римской переписи 1527 года и у Аретино.
Пьетро Аретино вспоминает о своих и Аньоло Фиренцуола юношеских забавах с бывшей любовницей Строцци в одном из писеми выводит женщину с таким именем в ряде своих произведений (Письма 2:646, Cortigiana, II XI, i; Ragionamento dello Zoppino 1549 года — где он её называет «одна из самых потасканных и поганых шлюх Рима»).
Монсеньор Джованни делла Каза сообщает в одном из своих писем, что сестра Камиллы по имени Анджела была любовницей кардинала Алессандро Фарнезе, который заказал портрет любовницы Тициану, написавшему с Анджелы «Данаю» (Неаполь, ок. 1545).

## Творчество
От меня ты просишь трудного решенья,

Мне «нет» ответить  тяжко, и «да» — нелегко.

Но все ж решусь, и «да» я не скажу теперь,

Поскольку не могу я снизойти к тебе:

Желая дать твоим желаньям утешенье,

Я честь свою ценю при этом высоко.

Постой, не уходи!

Не надо убегать прочь в спешке!

Мечты всегда сбываются с задержкой!

Боишься не суметь ты верность сохранить?

Попробуй моей стужей пыл свой охладить..
Сохранились 33 её письма к Строцци, а также к его другу и правой руке Филиппо дель Неро (зятю Маккиавелли и банкиру Климента VII), который был её другом и патроном. Они датированы 1515—1517 годами, и были обнаружены в архиве Стоцци во Флоренции (вместе с письмами ему же от Алессандры Фьорентина, другой его любовницы-куртизанки).
В одном из своих писем Камилла Пизана упоминает о написанной ею книге, о помощи в редактуре которой она просит, книга эта утрачена.
Предположительно, именно Камилла Пизана является автором трех мадригалов, положенных на музыку Костанцо Фестой и Филиппом Вердело (Nasce fra l’herbe un fiore; Amor ben puoi tu hormai; Duro e 'I partito dove m’astringete). Вероятно, стихи были написаны именно во время её жизни в доме Строцци. Авторство стихов подтверждает стилистическое и вокабулярное сходство с письмами Камиллы.